# Ivana Sajko

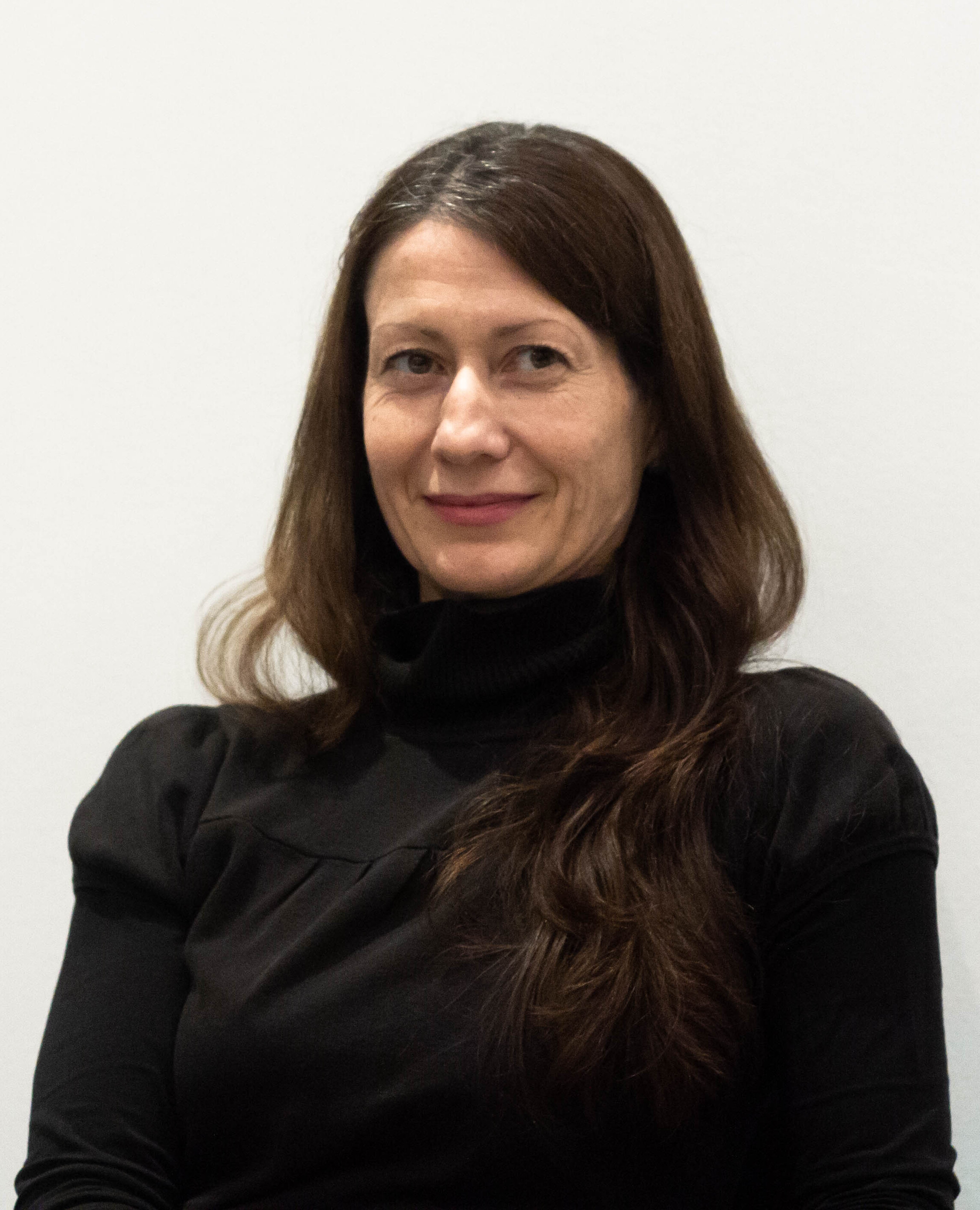
Ivana Sajko (2018)

Ivana Sajko (* 1975 in Zagreb, Sozialistische Föderative Republik Jugoslawien) ist eine kroatische Schriftstellerin, Dramaturgin und Theaterregisseurin.

## Leben
Ivana Sajko absolvierte an der Akademie für Schauspielkunst der Universität Zagreb ein dreijähriges Bachelor-Studium in Dramaturgie und ein Magister-Studium in Literatur an der Philosophischen Fakultät in Zagreb. Sie hat zahlreiche Bühnentexte, eine theoretische Abhandlung „Auf dem Weg zum Wahnsinn (und zur Revolution). Eine Lektüre“ sowie zwei Prosaromane veröffentlicht. Ivana Sajko ist Mitherausgeberin der Zeitschrift für performative Künste Frakcije und Gründungsmitglied der Theatergruppe BAD co. Sie wurde bisher vielfach für ihre Bühnenarbeiten und Theatertexte ausgezeichnet, darunter allein vier Mal mit dem in Kroatien bedeutenden Marin Držić-Preis.
Ivana Sajko ist Unterzeichnerin der 2017 veröffentlichten Deklaration zur gemeinsamen Sprache der Kroaten, Serben, Bosniaken und Montenegriner.

## Rezeption im deutschsprachigen Raum
Sajkos Theaterarbeit erfährt außerhalb Kroatiens besonders im deutschsprachigen Raum rege Beachtung. Ihre Stücke kommen vielfach auf deutschsprachigen Bühnen zur Aufführung, darunter: „Szenen mit Apfel“ (Stadttheater Bern), „Rose is a rose is a rose is a rose“ (Steirischer Herbst, Graz), „Landscape with the Fall“ (Staatstheater Braunschweig), „Europa“ (Zimmertheater Tübingen), „Das sind nicht wir, das ist nur Glas“ (Schauspiel Frankfurt) und „Bombenfrau“ (Theaterlabor Darmstadt). Auch Ivana Sajkos Prosa-Roman „Rio Bar“, auf Deutsch erschienen 2008, beeindruckte die deutschsprachige Kritik, die Sajko zu einer der wichtigsten literarischen Stimmen Südosteuropas erklärte. Ihre kritische Haltung wird als Literatur des Widerstands geschätzt.
Im Jahr 2009 nahm Ivana Sajko in Berlin am Literarischen Tandem der Stiftung Brandenburger Tor teil. Sie war im Jahr 2011 Writer in Residence bei KulturKontakt in Österreich und 2013 Stadtschreiberin in Graz.
2018 erhält Sajko gemeinsam mit der Übersetzerin Alida Bremer für Liebesroman den Internationalen Literaturpreis – Haus der Kulturen der Welt.

## Werke

### In deutscher Sprache
- 2008: Archetyp: Medea/Bombenfrau/Europa, aus dem Kroatischen von Alida Bremer. Verlag der Autoren, Frankfurt am Main, ISBN 978-3-88661-307-6.
- 2008: Rio Bar, Roman, aus dem Kroatischen von Alida Bremer. Matthes & Seitz, Berlin, ISBN 978-3-88221-715-5.
- 2009: Szenen mit Apfel, aus dem Kroatischen von Alida Bremer. In: Theater der Zeit, Nr. 5, Berlin.
- 2012: Trilogie des Ungehorsams. Drei Einakter, aus dem Kroatischen von Alida Bremer. Verlag der Autoren. Frankfurt, ISBN 978-3-88661-350-2.
- 2015: Auf dem Weg zum Wahnsinn (und zur Revolution) Eine Lektüre, aus dem Kroatischen von Alida Bremer (In Zusammenarbeit mit Janja Marjanović bei der Zitate-Recherche). Matthes & Seitz, Berlin, ISBN 978-3-95757-024-6.
- 2017: Liebesroman, aus dem Kroatischen von Alida Bremer. Voland & Quist, Dresden, ISBN 978-3-86391-182-9.
- 2020: Familienroman. Die Ereignisse von 1941 bis 1991 und darüber hinaus.,  aus dem Kroatischen von Alida Bremer. Voland & Quist, Berlin, Dresden, Leipzig, ISBN 978-3-86391-249-9.
- 2022: Jeder Aufbruch ist ein kleiner Tod, Roman, aus dem Kroatischen von Alida Bremer. Voland & Quist, Berlin und Dresden, ISBN 978-3-86391-345-8.
- 2023: Das Lied der Stadt (nicht für dich), aus dem Kroatischen von Alida Bremer. Verlag der Autoren, ISBN 978-3-88661-417-2.

#### Hörspiele
- 2010: Szenen mit Apfel, aus dem Kroatischen von Alida Bremer, Regie: Simona Ryser, DRS.
- 2013: Das sind nicht wir, das ist nur Glas, aus dem Kroatischen von Alida Bremer, Regie: Erik Altorfer, Komposition: Martin Schütz, WDR.
- 2023: Songplay (eine Sekunde für die Wiesel), aus dem Kroatischen von Alida Bremer, Regie: Erik Altorfer, Komposition: Martin Schütz, DLF.

### In kroatischer Sprache

#### Theatertexte
- 1995: 23 macak
- 1997: Naranča u oblacima
- 1997: Rekonstrukcije - komičan sprovod prve rečenice
- 1999: 4 suha stopala
- 2000: Arhetip: Medeja - Monolog za ženu koja ponekad govori
- 2000: Rebro kao zeleni zidovi
- 2001: Ulicari - city tour Orfeja i Euridike
- 2002: Misa za predizbornu šutnju, mrtvaca iza zida i kopita u grlu
- 2003: Zena-bomba
- 2004: Europa - monolog za majku Courage i njezinu djecu
- 2008: Rose is a rose is a rose is a rose
- 2009: Prizori s jabukom
- 2011: To nismo mi, to je samo staklo
- 2011: Krajolik s padom

#### Prosa
- 2006: Rio Bar
- 2009: Povijest moje obitelji

#### Abhandlung
- 2006: Prema ludilu (i revoluciji): čitanje